# 아일랜드어

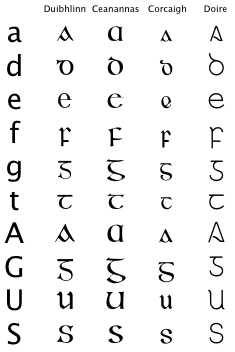
아일랜드어 문자는 켈트어 알파벳을 사용한다.

아일랜드어(아일랜드어: Gaeilge)는 인도유럽어족 켈트어파에 속하는 언어로 아일랜드의 제1공용어이다. 2007년 1월 1일부터는 유럽 연합 공식 언어의 지위를 얻게 되었다. 현존하는 게일어로 종종 '아일랜드 게일어'나 '아이리시 게일어' 또는 그냥 '게일어'라고 불리기도 한다. 대부분의 아일랜드인들은 영어가 모어이나 두 언어는 계통적으로 그다지 관계가 없다.
아일랜드어는 영국의 통치를 받던 시절에 영어의 영향으로 사용자 수가 매우 줄었다. 19세기에 들어와 아일랜드의 민족의식이 높아지는 가운데 게일어 연맹과 아일랜드 공화국의 초대 대통령 더글러스 하이드 등에 의한 부흥활동이 일어났다.
오늘날 이 언어를 일상적으로 쓰는 이들은 소수이다. 아일랜드 국내에서도 "게일타흐트"(아일랜드어: Gaeltacht)라고 불리는 일부 지역에 국한된다. 2004년도 아일랜드 정부 조사에 따르면 아일랜드 사람 가운데 약 160만 명이 아일랜드어를 할 줄 안다고 한다. 이 중 35만 명은 매일 사용하며, 15.5만 명은 매주, 58.5만 명은 가끔, 46만 명은 실생활에서 쓰지 않으며, 3만 명은 이 항목에 답하지 않았다. 이 통계에 대해 아일랜드어 사용 지지파와 그 반대파들이 다른 의견을 내고 있다. 제1언어로 매일 아일랜드어를 사용하는 사람이 8만 명이라고 한다. 다른 자료에는 북아일랜드의 16.5만 명과 미국의 2.5만 명이 아일랜드어를 사용한다고 나와 있다. 하지만 공공게시물이나 교통표지판 가운데 상당수에는 아일랜드어 병기가 이루어지고 있다. 또한 정부의 공직 (총리나 의회, 정당, 의원 등등)의 명칭을 아일랜드어로 표기하며, 국방군에서는 아일랜드어 구령을 사용케 하는 등 민족주의적인 관점으로부터도 사용을 장려하고 있다. 아일랜드 공화국에서는 의무교육과정 가운데 아일랜드어는 필수과목이며 공무원시험 등에서도 아일랜드어가 필수과목이기 때문에 학습자는 많지만, 게일타흐트가 아닌 대부분의 지역에서는 의무교육이 끝나거나 취직 후에는 잊힌 채 쓰이지 않는 경우가 많다. 아일랜드 정부는 각종 보호정책을 채택하여, 게일타흐트 지역의 아일랜드어 원어민 가정에게 그 지역에 계속 거주하는 것을 조건으로 보조금 등을 지급하고 있다. 그렇다곤 해도 서부 해안지역 일부에 흩어져 있는 게일타흐트를 빼곤 아일랜드의 일상생활에서 아일랜드어로 말하는 것을 듣기는 어려운 실정이다. 또한 게일타흐트도 인구가 적은 벽지에 치우쳐 있어 비교적 많은 사용자가 있다고 여겨지는 도시는 서부의 골웨이뿐이다.
유럽연합의 공식 언어 지위를 얻었으나, 워낙 사용자가 적은 까닭에 번역 인력 충당에 어려움이 있기 때문에 적용제외규정을 두어 다른 공식 언어들과는 달리, 생산되는 모든 문서를 번역하는 것이 아니라, 일부 중요한 문서만 번역한다. 이 적용제외규정은 적용일로부터 4년 이내에, 이후로는 5년마다 실시상황을 조사하여 규정적용의 종료 여부를 결정한다.

## 역사
최초의 아일랜드어인 원시 아일랜드어는 기원후 4세기부터 오검 문자로 표기되었다. 이 문자는 아일랜드섬 전역과 브리튼섬 서해안에서 발견된다. 원시 아일랜드어는 5세기경에 고대 아일랜드어로 발전하였다. 고대 아일랜드어는 로마자로 표기되었고 라틴어로 된 기록의 주석을 통해 문증된다. 이 시기에 아일랜드어는 일부는 고대 웨일스어를 통해 교회 용어를 포함한 라틴어단어를 받아들였다. 이때 차용된 라틴어 단어의 예시로는 easpag(라틴어 episcopus(주교)에서 유래), Domhnach(dominica(일요일)에서 유래)이 있다.
10세기에 고대 아일랜드어는 중세 아일랜드어로 발전하였고, 아일랜드섬과 스코틀랜드, 맨섬에서 사용되었다. 얼스터 사이클을 포함한 중세 아일랜드어로 쓰인 많은 문학 작품들이 남아 있다. 12세기부터 중세 아일랜드어는 아일랜드에서 현대 아일랜드어로, 스코틀랜드어에서 스코틀랜드 게일어로, 맨섬에서 맨어로 변화하기 시작했다.
12세기의 근대 아일랜드어는 아일랜드와 스코틀랜드 게일어권 문학의 기반이었다.  세흐툰 케틴과 같은 위대한 작가들의 작품으로 문증되는 현대 아일랜드어는 17세기부터 사용되기 시작하였다.
18세기부터 아일랜드 동부에서 아일랜드어의 사용이 중단되기 시작하였다. 이 언어 교체의 원인은 복잡하나 다음 몇 개의 이유로 요약할 수 있다.
- 영국에 의한 아일랜드어 사용 비권장
- 아일랜드 가톨릭교회의 영어 사용
- 1750년대부터 이중언어화가 진행되고, 이로 인한 언어 교체.[2]

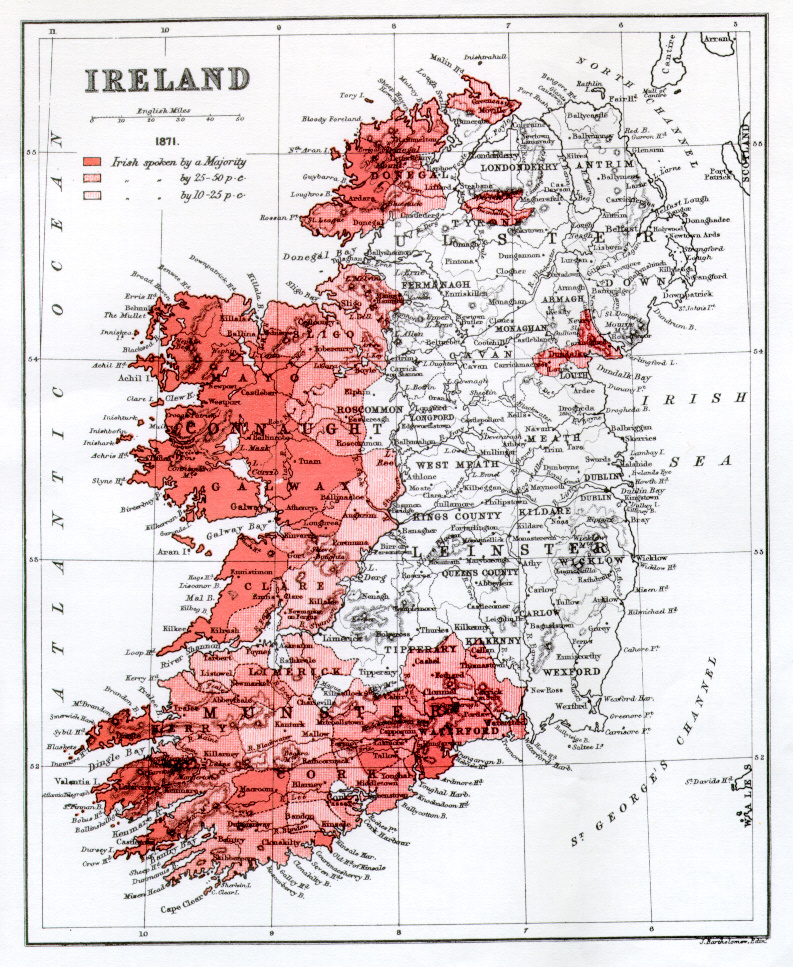
1871년의 아일랜드어 분포

이 변화는 양층언어 사회화와 과도기적 이중언어사용(부모는 아일랜드어만을 사용하고, 자식들은 아일랜드어와 영어를 이중언어로 구사하고, 손자들은 영어만을 구사하면서 사용하는 언어가 아일랜드어에서 영어로 바뀌는 현상)으로 요약할 수 있다. 18세기 중반에 영어가 특히 동부지방에서 아일랜드의 가톨릭교도 중산층 및 지식인의 언어가 되기 시작하였다. 영어의 가치가 커져 가면서, 학교에서 아일랜드어 사용을 금지하는 것이 부모의 승인을 받았고, 아일랜드 대기근으로 인해 인구의 상당수가 미국과 캐나다로 이주할 가능성이 높아지면서 영어 학습이 중요해졌다. 아일랜드 대기근으로 미국으로 이민한 사람들 중 1/3~1/4 가량이 아일랜드어를 사용했던 것으로 추산된다.
하지만 아일랜드어가 근대화되고 있던 19세기에도 아일랜드어는 주변부 언어가 아니었다.  19세기의 첫 50년 동안 약 300만 명의 아일랜드인이 아일랜드어를 제1언어로 사용했다. 그들은 서로 사회, 문화적으로 결속되어 있었다. 당시의 아일랜드어 화자들은 영어를 아는 경우에도 종종 법정에서 아일랜드어를 사용하려고 했고, 상업거래에서도 아일랜드어가 많이 사용되었다. 아일랜드어는 "경건한 혁명", 즉 가톨릭 종교관습의 표준화와 관련되어 있었고, 정치적인 맥락으로도 널리 쓰였다. 아일랜드 대기근과 그 이후에도, 아일랜드어는 모든 계층에서, 도시와 시골에서 모두 널리 쓰였다.
19세기 후반에 아일랜드어의 학습과 이용을 장려하기 위해, 아일랜드의 지식인들은 아일랜드어 되살리기운동을 시작하였지만, 일부 성인들만이 아일랜드어를 완벽히 학습할 수 있었다. 부흥의 수단은 게일 리그였다. 이들은 아일랜드에 많은 민속 전통에 중점을 두었고, 저널리즘과 현대 문학을 발전시키기 위한 노력도 이루어졌다.
아일랜드어 되살리기 운동 전에 아일랜드의 가톨릭교회가 아일랜드어의 쇠퇴에 역할을 했다는 점이 지적되어 왔지만, 아일랜드 성공회도 종교적인 맥락에서는 아일랜드어의 사용을 장려하기 위해 적은 노력만을 기둘였다. 윌리엄 베델의 의뢰로 렌스터맨에서 출간된 Muircheartach Ó Cíonga의 성경 아일랜드어 번역은 1685년에 출간되었다. 당시에 영어화는 아일랜드어 사용자들의 '문명화'와 동의어로 여겨졌다. 현재 교회의 아일랜드어 화자들은 아일랜드어를 되살리기 위해 노력하고 있다.

## 위상과 정책

### 아일랜드에서
아일랜드어는 아일랜드 헌법에 의해 아일랜드 공화국의 제1공용어 지위를 갖는다. 하지만 대부분의 정부 사업 및 토론은 영어로 진행된다. 1938년 게일어 연맹Conradh na Gaeilge의 창시자 더글러스 하이드는 아일랜드의 첫 대통령으로 선출되었다. 그는 로스커먼아일랜드어로 취임 선언서를 낭독하였는데, 이는 그 방언으로 된 몇 없는 녹음이다.

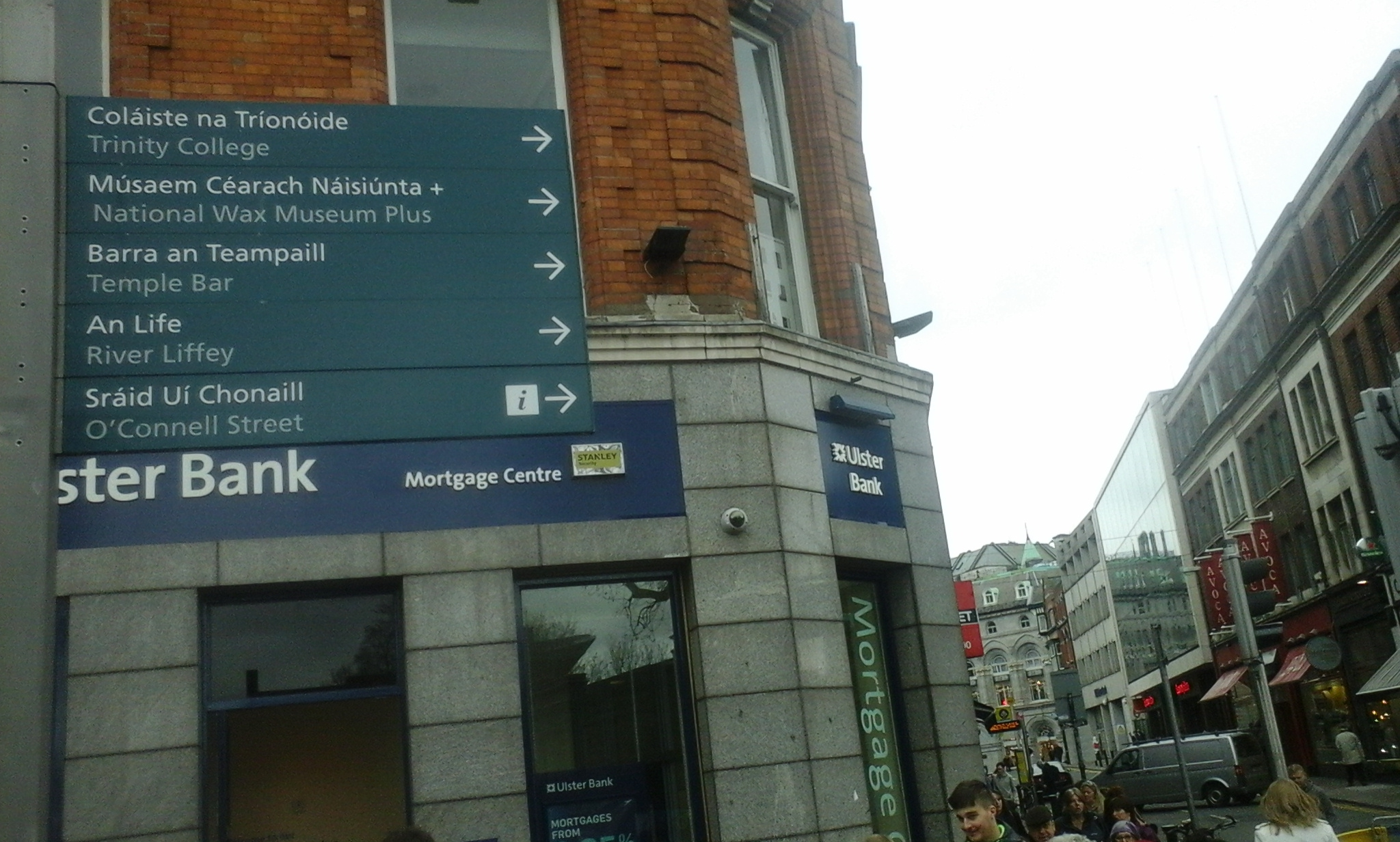
Bilingual sign in Grafton Street, Dublin

2016년의 조사에서, 응답자의 10.5%는 주마다 혹은 날마다 아일랜드어를 사용한다고 주장하였다. 또한 7만 명 이상이(4.2%) 아일랜드어를 일상언어로 사용한다.
1922년 아일랜드 자유국이 세워진 이래 (아일랜드 공화국의 역사도 보라), 어느 정도의 아일랜드어 유창성이 우편집배원, 세금징수원, 농업 검사원, 평화수호대(아일랜드의 경찰)와 같은 모든 새로 임명되는 아일랜드 공무원들에게 요구되었다. 평화수호대가 사람을 제지하고 아일랜드어로 물으면 제지받은 사람은 아일랜드어로 대답할 의무가 있었다. 하지만 1974년에는 언어 자유 운동과 같은 시위단체의 활동을 통해 한 공용어에만 유창해도 공무원이 될 수 있게 되었다.
대부분의 공무원직에서 아일랜드어 능력이 필요하지 않게 되었지만, 아일랜드어는 아일랜드의 공적 지원금을 받는 모든 아일랜드 학교의 필수과목으로 남아 있다. 아일랜드에서 초등학교 교사가 되려는 사람들은 의무적으로 Scrúdú Cáilíochta sa Ghaeilge라고 하는 시험을 치러야 한다. 2005년 9월부터 아일랜드의 평화수호대(경찰)가 되기 위해서는 아일랜드어 또는 영어 Leaving Certificate가 필요하게 되었으며, 신입 경찰들은 2년간 그 언어로 교육을 받는다. 2003년 아일랜드 공용어법에 따라, 아일랜드 정부의 가장 중요한 공식 문서들은 아일랜드어로만 발행되거나 아일랜드어와 영어로 발행되어야 하며, 이는 An Coimisinéir Teanga(아일랜드어 옴부즈맨)이 단속한다.
아일랜드의 국립대학교들은 NUI 연방시스템에서 학위과정을 시작하려는 모든 학생들이 Leaving Certificate 또는 GCSE/GCE시험을 통과할 것을 요구한다. 단 아일랜드 공화국 밖에서 태어났거나, 아일랜드 공화국 밖에서 기초교육을 받았거나, 난독증이 있는 경우는 예외이다. 골웨이 국립대학교는 아일랜드어에 능통한 교수를 임명해야 한다. 이 요건은 골웨이 국립대학교법 3조에 규정되어 있다. 그러나 골웨이 국립대학교는 2016년에 아일랜드어를 구사하지 못하는 사람이 차기 총장이 될 것이라고 발표하면서 논란에 직면했다. Misneach는 이 결정에 항의했다. 결국 2017년 9월에 골웨이 국립대학교는 아일랜드어에 능통한 키어런 오 호거르티Ciarán Ó hÓgartaigh가 골웨이 대학교의 13대 총장이 될 것이라고 발표했다.

두 언어로 쓰여진 골웨이 크레그스의 도로 표지판

아일랜드에서 몇 년 동안 주류 학교의 대부분의 학생들이 14년 동안 주요 과목 중 하나로 교육받았음에도 아일랜드어 유창성을 획득하지 못하는 것에 대해 활발한 정치적 및 학술적 토론이 있었다.또한 이에 수반되어 일어나는 전통적 아일랜드어 화자 수의 감소 역시 큰 관심을 불러일으키고 있다. 2007년
영화감독 Manchán Magan은 더블린에서 아일랜드어로만 대화를 시도한 결과 몇 명의 아일랜드 구사자만을 찾을 수 있었다. 그는 그러면서 몇몇 일상 업무를 제대로 수행할 수 없었다. 이 내용은 그의 문서 No Béarla에 기재되어 있다.
하지만 더블린을 위시한 도시 지역에서 아일랜드어 사용자가 늘어가고 있다. 이들 중 대부분은 아일랜드어로 초등 교육을 받은 사람들이다. 이런 아일랜드어 중학교들은 영어를 사용하는 주류 중학교보다 더 많은 학생들을 고등교육기관에 보내고 있다. 한 세대 후에는 게일타흐트 외 지역의 아일랜드어 일상언어 사용자들이 도시의 중산층과 소수의 교육받은 상류층이 될 가능성이 커 보인다.

#### 게일타흐트에서

2011년 인구조사에 따른 아일랜드어를 일상적으로 사용한다고 주장한 사람의 비율.

몇몇 아일랜드 교외 지역에서는 아일랜드어가 여전히 제1언어로 사용된다. 이런 지역들을 게일타흐트(Gaeltacht)라고 한다. 약 2~3만 명으로 추산되는 이 지역의 아일랜드어 사용자는  아일랜드어를 유창하게 구사할 수 있는 사람 중 소수에 불과하다. 하지만 이 지역은 아일랜드의 다른 어느 지역보다도 아일랜드어 사용 인구가 밀집되어 있다. 게일타흐트는 아일랜드어가 토착어로 사용되는 유일한 지역이다. 
아일랜드의 관광, 문화, 예술, 게일타흐트, 체육과 매체 부(部)의 조사에 따르면, 게일타흐트 전체 가구의 1/4만이 아일랜드어를 유창하게 사용할 수 있다.  이 조사 결과를 분석한 골웨이-메이요 기술재단의 Donncha Ó hÉallaithe는 아일랜드 정부의 아일랜드어 정책을 "완벽한 재앙"이라고 묘사했다. 디 아이리시 타임즈는 아일랜드어신문 Foinse에 발표된 그의 조사를 언급하면서 다음과 같이 인용했다. "아일랜드가 독립할 때 아일랜드어가 일상적 혹은 반(半)일상적으로 사용되는 지역에 25만 명이 살고 있었지만 이제는 2~3만 명 사이이다. 이는 연속적인 아일랜드 정부에 대한 절대적인 기소이다. "
아일랜드 자유국이 성립된 1920년대에 아일랜드 서부 지역에서는 아일랜드어가 일상언어로 쓰였다. 1930년대에는 25% 이상의 인구가 아일랜드어를 사용하는 지역을 게일타흐트로 분류하였다. 현재 가장 세가 강한 게일타흐트 지역은 코네마라주 남부, 딩글 반도 서부, 도네갈주 북서부로, 이 지역에서는 많은 거주민들이 아일랜드어를 제1언어로 사용한다. 이 지역들은 Fíor-Ghaeltacht (진정한 게일타흐트)라고 불리기도 한다.
큰 게일타흐트 지역은 골웨이 주의 코네마라(Conamara), 애런 제도(Oileáin Árann), 카라로(An Cheathrú Rua)와 스피들(An Spidéal),  도네갈 주(Contae Dhún na nGall) 서해안, 딩글 반도 (Corca Dhuibhne), 케리 주(Contae Chiarraí)의 아이버 반도 (Uibh Rathach)에 있다.
더 작은 지역들은 메이요 주(Contae Mhaigh Eo), 미스 주(Contae na Mí), 워터포드 주, 코크 주(Contae Chorcaí)에 있다.
해마다 수천 명의 청소년들이 게일타흐트 지역의 아일랜드어 여름학교에 참석하고 있다.   이 여름학교에서 학생들은 게일타흐트 지역의 가족들과 함께 살고, 수업에 참여하고, 체육활동에 참가하며 아일랜드어를 사용해야 한다. 이 여름학교에서는 아일랜드 문화와 전통의 모든 측면이 권장된다. 

### 북아일랜드에서

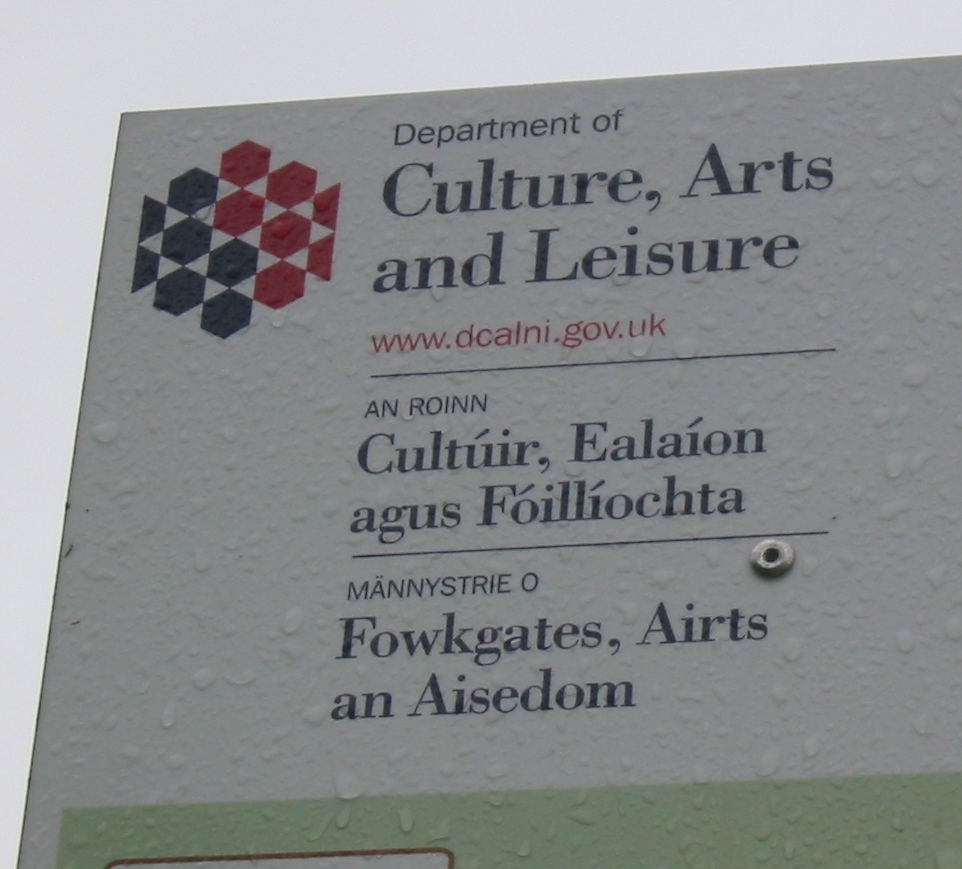
아일랜드어, 영어, 얼스터 스코트어로 쓰인 북아일랜드 문화, 에술, 여가부의 표식

1921년 아일랜드 분단 이전에 아일랜드어는 학교 과목으로 있었다. 1921년과 1972년 동안 북아일랜드 의회의 여당이었던 얼스터연합당을 아일랜드어에 적대적이었는데, 북아일랜드 민족주의자들이 아일랜드어를 사용하였기 때문이다.이 기간 동안 방송에서는 소수 문화를 보도하지 않았고, 아일랜드어 역시 분단 첫 50년 동안 라티오와 텔레비전 방송에서 제외되었다. 1998년 성금요일 협정에 따라 아일랜드어는 영국으로부터 어느 정도 공식적으로 인정받았고, 2003년에 지역 또는 소수 언어에 대한 유럽 헌장과 관련하여 영국 정부의 비준을 받았다. 2006년 세인트 앤드루 협정을 통해 영국 정부는 아일랜드어 사용을 촉진하기로 약속하였으나, 2019년 시점에서는 아직 가야 할 길이 멀다.
북아일랜드의 정부 구성 과정에서, 아일랜드어는 An dream dearg와 같은 기구의 항의자들을 설득하기 위한 협상 도구로 쓰여 왔다. 북아일랜드에서 법률로 아일랜드어의 지위를 보장하는 일에 대한 토론이 진행 중이다. An Dream Dearg는 'Acht na Gaeilge Anois'(지금 아일랜드어 법을)라는 이름의 캠페인을 진행 중이다.

### 유럽의회에서
아일랜드어는 2007년 1월 1일을 기해 유럽연합의 공식 언어가 되었고, 아일랜드어를 유창하게 구사할 수 있는 유럽 의원은 유럽의회와 위원회에서 아일랜드어로 연설할 수 있게 되었다. 단, 위원회에서 연설하는 경우 동시통역가가 발언을 통역할 수 있도록 미리 예고해야 한다. 아일랜드어는 유럽연합의 공용어이지만, 5년마다 갱신되는 적용제외규정을 두어 공동결정절차만이 의무적으로 변역된다. 이는 아일랜드어의 새 지위에 대해 협상하는 과정에서 아일랜드 정부가 제안한 것이다. 의무번역 문서의 범위는 첫 5년 평가의 결과와 아일랜드 정부의 규정 연장 여부에 따라 확장될 수 있다. 아일랜드 정부는 필요한 수의 번역가와 통역사를 양성하고 관련 비용을 부담하기 위해 노력하고 있으며, 2022년에는 적용제외규정이 완전히 해제될 것으로 예상된다.

### 아일랜드섬 밖에서
아일랜드어는 근대에 이민으로 인해 영국, 북아메리카, 호주, 뉴질랜드, 아르헨티나등지로 전파되었다.
아일랜드인의 첫 대규모 인구 이동은 17세기에 시작되었는데, 이는 올리버 크롬웰이 아일랜드를 침략한 결과였다. 이 시기에 많은 아일랜드인들은 서인도제도로 보내졌다. 미국으로의 이민은 18세기에 많아졌고, 1840년대의 아일랜드 대기근으로 이는 더욱 강화되었다. 이 이민은 영국에게도 큰 영향을 주었다. 이때까지 아일랜드인들의 다수는 아일랜드어를 모국어로 사용했지만, 점차 영어가 자리를 잡았다. 아일랜드어 화자들은 18세기 후반에 호주에 도착했는대, 대개 이들은 죄수이거나 군인이었다. 이후 1860년대에 많은 아일랜드어 화자 집단이 호주에 정착했다. 뉴질랜드도 이 흐름에 영향을 받았다.  아르헨티나는 영어를 사용하지 않는 나라 중 유일하게 아일랜드인의 대규모 유입이 있었던 나라이고, 이들 중 일부는 아일랜드어를 구사했다.
이민자 중 아일랜드어를 읽고 쓸 수 있는 사람은 얼마 되지 않았지만, 아일랜드어로 된 기록은 호주와 미국에 들어왔다. 아일랜드어를 많이 사용한 신문이 미국에서 발간되었고, 호주에서도 그랬다. 아일랜드어는 아일랜드어만의 정서법을 창안했다. 1890년대 아일랜드에서 일어난 게일어 부흥은 해외에서도 호응을 받았고, Conradh na Gaeilge의 지부가 아일랜드인 이민자가 있는 모든 국가에 설립되었다.

## 발음
아일랜드어의 발음은 가장 가까운 언어인 스코틀랜드 게일어 및 맨어와 비슷하다. 한 가지 독특한 특성은, /h/를 제외한 모든 자음은 혀가 뒤로 가서 발음되는 "넓은" 자음과 혀가 앞에 가서 발음되는 "좁은" 자음으로 나뉘어 있다. 이러한 자음 쌍은 러시아어에서도 발견되자만, 아일랜드어에서 이 자음쌍들은 문법적 의미도 갖는다.
|                |           | 순음      | 순음      | 치음      | 치음      | 구개음 | 구개음 | 성문음 |
| 넓은 자음      | 좁은 자음 | 넓은 자음 | 좁은 자음 | 넓은 자음 | 좁은 자음 |        |        | 성문음 |
| -------------- | --------- | --------- | --------- | --------- | --------- | ------ | ------ | ------ |
| 파열음         | 무성음    | pˠ        | pʲ        | t̪ˠ        | tʲ        | k      | c      |        |
| 파열음         | 유성음    | bˠ        | bʲ        | d̪ˠ        | dʲ        | ɡ      | ɟ      |        |
| 마찰음/ 접근음 | 무성음    | fˠ        | fʲ        | sˠ        | ʃ         | x      | ç      | h      |
| 마찰음/ 접근음 | 유성음    | w/v       | vʲ        |           |           | ɣ      | j      |        |
| 비음           | 비음      | mˠ        | mʲ        | n̪ˠ        | nʲ        | ŋ      | ɲ      |        |
| 탄음           | 탄음      |           |           | ɾˠ        | ɾʲ        |        |        |        |
| 설측음         | 설측음    |           |           | l̪ˠ        | lʲ        |        |        |        |

|        | 전설 | 전설 | 중설 | 후설 | 후설 |
| 단음   | 장음 | 단음 | 단음 | 장음 |      |
| ------ | ---- | ---- | ---- | ---- | ---- |
| 폐모음 | ɪ    | iː   |      | ʊ    | uː   |
| 중모음 | ɛ    | eː   | ə    | ɔ    | oː   |
| 개모음 |      |      | a    |      | ɑː   |

이중모음: iə, uə, əi, əu.

## 통사론과 형태론
아일랜드어는 VSO형 굴절어이며, 주격-대격 정렬을 한다.
명사는 단수, 양수, 복수의 3개 수와 남성, 여성의 2개 성, 직격(ainmneach, 주격-대격), 호격 (gairmeach)), 속격 (ginideach), 여격 (tabharthach, 전치격-처격)의 4개 격에 따라 굴절한다. 이때 양수는 dhá/dá "two"와 함께 올 때에만 나타난다. 형용사는 명사의 성, 수, 격에 일치한다. 형용사는 대개 명사 뒤에 오지만, 일부는 앞에 온다.
동사는 과거, 현재, 미래의 3개 시제와 완료, 미완료의 2개 상, 단수, 복수의 2개 수, 직설법, 접속법, 가정법, 명령법의 4개 서법, 현재와 미래 연관형으로 활용된다. 일부 동사는 독립형과 의존형을 가지고 있다.

## 철자법

The official symbol of the Irish Defence Forces, showing a Gaelic typeface with dot diacritics

현대 아일랜드어는 j, k, q, w, x, y 와 z를 제외한 모든 라틴 문자를 사용한다. 하지면, 몇몇 외래어에서는 이 글자들이 사용되기도 한다. síneadh fada ("장음 부호"; 복수형: sínte fada)로 알려진 양음 부호 (á é í ó ú) 역시 사용된다. 이 양음 부호는 모음을 장음화하거나 발음을 바꾼다. 예를 들어 먼스터 아일랜드어에서, a는 /a/이거나 /ɑ/이고 á는 /ɑː/로 발음된다.
전통적인 문자는 연음화를 나타내기 위해 몇몇 자음에서 점을 사용한다. 현대 아일랜드어에서 자음에 붙은 h는 그 자음의 연음화를 표시한다.  ponc séimhithe이나 sí buailte(줄여서 buailte) 라고 하는 점 부호는 중세 문헌에서 취소선을 나타내는 기호에서 왔다. 고대 아일랜드어에서, 이는 s와 f의 연음화를 나타내었다. (각 ( /s/>/h/), /f/>묵음) c, p, t의 연음화는 뒤에 h를 붙여 나타내었고, b, d, g, m의 연음화는 표기에 반영하지 않았다.

## 같이 보기
- 아일랜드어 음운론
- 게일어 연맹
- 아일랜드어 인명
- 듀오링고
- 코노트 아일랜드어

### 관련 서적
- Caerwyn Williams, J.E. & Ní Mhuiríosa, Máirín (ed.). Traidisiún Liteartha na nGael. An Clóchomhar Tta 1979.
- McCabe, Richard A.. Spenser's Monstrous Regiment: Elizabethan Ireland and the Poetics of Difference. Oxford University Press 2002. ISBN 0-19-818734-3.
- Hickey, Raymond. The Dialects of Irish: Study of a Changing Landscape. Walter de Gruyter, 2011. ISBN 3110238306.
- Hickey, Raymond. The Sound Structure of Modern Irish. De Gruyter Mouton 2014. ISBN 978-3-11-022659-1.
- De Brún, Pádraig. Scriptural Instruction in the Vernacular: The Irish Society and its Teachers 1818–1827. Dublin Institute for Advanced Studies 2009. ISBN 978-1-85500-212-8
- Doyle, Aidan, A History of the Irish Language: From the Norman Invasion to Independence, Oxford, 2015.
- Fitzgerald, Garrett, 'Estimates for baronies of minimal level of Irish-speaking amongst successive decennial cohorts, 117-1781 to 1861–1871,’ Volume 84, Proceedings of the Royal Irish Academy  1984.
- Garvin, Tom, Preventing the Future: Why was Ireland so poor for so long?, Gill and MacMillan, 2005.
- Hindley, Reg (1991, new ed.). The Death of the Irish Language: A Qualified Obituary. Routledge. ISBN 978-0-4150-6481-1
- McMahon, Timothy G.. Grand Opportunity: The Gaelic Revival and Irish Society, 1893–1910. Syracuse University Press 2008.  ISBN 978-0-8156-3158-3
- Ó Gráda, Cormac. 'Cé Fada le Fán' in Dublin Review of Books, Issue 34, 6 May 2013:[1]
- Kelly, James & Mac Murchaidh, Ciarán (eds.). Irish and English: Essays on the Linguistic and Cultural Frontier 1600–1900. Four Courts Press 2012. ISBN 978-1846823404
- Ní Mhunghaile, Lesa. 'An Eighteenth Century Irish scribe's private library: Muiris Ó Gormáin's books' in Proceedings of the Royal Irish Academy, Volume 110C, 2010, pp. 239–276.
- Ní Mhuiríosa, Máirín. ‘Cumann na Scríbhneoirí: Memoir’ in Scríobh 5, ed. Seán Ó Mórdha. Baile Átha Cliath: An Clóchomhar Tta 1981.
- Ó hÓgáin, Dáithí. Labhrann Laighnigh: Téacsanna agus Cainteanna ó Shean-Chúige Laighean. Coiscéim 2011.
- Ó Laoire, Muiris. Language Use and Language Attitudes in Ireland' in Multilingualism in European Bilingual Contexts : Language Use and Attitudes, ed. David Lasagabaster and Ángel Huguet. Multilingual Matters Ltd. 2007. ISBN 1-85359-929-8
- Shibakov, Alexey. Irish Word Forms / Irische Wortformen. epubli 2017. ISBN 9783745066500
- Williams, Nicholas. 'Na Canúintí a Theacht chun Solais' in Stair na Gaeilge, ed. Kim McCone and others. Maigh Nuad 1994. ISBN 0-901519-90-1

### 문학
- http://ga.bibles.org/gle-ABN/Gen/1 보관됨 2017-12-26 - 웨이백 머신
- http://ga.bibles.org/gle-OC1970/Luke/1 보관됨 2017-10-11 - 웨이백 머신
- http://ga.bibles.org/gle-BEDELL/Matt/1 보관됨 2017-10-11 - 웨이백 머신

### 문법과 정서법
- Learn Irish Grammar with audio and pronunciation
- An Gael Magazine – Irish Gaelic Arts, Culture, And History Alive Worldwide Today
- A short Irish and Breton phrase list with Japanese translation(Renewal) incl sound file
- Braesicke's Gramadach na Gaeilge (Engl. translation) 보관됨 2011-11-03 - 웨이백 머신
- Irish language in Mayo
- Die araner mundart (a phonological description of the dialect of the Aran Islands by F. N. Finck, from 1899)
- A dialect of Donegal (a phonological description of the dialect of Glenties by E. C. Quiggin, from 1906)
- Trinity College Dublin The Irish Language Synthesiser
- Cruinneog – publishers of Irish grammar checker software Anois

### 사전
- Acmhainn.ie – Dictionary and terminology resource
- General Gaelic Dictionaries
- Irish-English Audio/Image dictionary

1. ↑  “CÉ FADA LE FÁN”. 《Drb.ie》. 2017년 10월 11일에 원본 문서에서 보존된 문서. 2017년 9월 23일에 확인함.